# Lempholemma
Lempholemma is een geslacht van schimmels uit de familie Lichinaceae. De typesoort is Lempholemma compactum.

## Soorten
Volgens Index Fungorum telt het geslacht 14 soorten (peildatum februari 2022):
| Soortnaam                                | Auteur(s)                 | Publicatiejaar |
| ---------------------------------------- | ------------------------- | -------------- |
| Lempholemma boninense                    | H. Harada                 | 2021           |
| Lempholemma botryosum                    | (A. Massal.) Zahlbr.      | 1924           |
| Lempholemma chalazanum (Kalkrozijnenmos) | (Ach.) B. de Lesd.        | 1910           |
| Lempholemma cladodes                     | (Tuck.) Zahlbr.           | 1924           |
| Lempholemma compactum                    | Körb.                     | 1855           |
| Lempholemma corticola                    | M. Schultz & T. Sprib.    | 2011           |
| Lempholemma intricatum                   | (Arnold) Zahlbr.          | 1924           |
| Lempholemma isidiodes                    | (Nyl. ex Arnold) H. Magn. | 1939           |
| Lempholemma polyanthes (Muurrozijnenmos) | (Schrad.) Malme           | 1924           |
| Lempholemma polycarpum                   | M. Schultz                | 2005           |
| Lempholemma radiatum                     | (Sommerf.) Henssen        | 1968           |
| Lempholemma socotranum                   | M. Schultz                | 2003           |
| Lempholemma syreniarum                   | C.J. Lewis & M. Schultz   | 2019           |
| Lempholemma umbella                      | (Nyl.) Zahlbr.            | 1924           |